# Çavaria
Çavaria is de Vlaamse belangenorganisatie van lgbti+-mensen en koepel van lgbti+-organisaties. De organisatie komt op voor gender- en seksuele diversiteit in alle aspecten van het dagelijks leven en streeft naar een maatschappij zonder discriminatie of ongelijkheid waar lgbti+-personen gelijke kansen en rechten hebben. Meer dan 135 verenigingen verspreid over Vlaanderen en Brussel zijn lid van çavaria en worden door de organisatie inhoudelijk en organisatorisch ondersteund. Er zijn vier Regenbooghuizen die dienen als provinciale koepels en ontmoetingsplaatsen.
Opgericht in 1977 als de Federatie Werkgroepen Homofilie (FWH), heeft de organisatie een rijke geschiedenis als verdediger van de rechten en het welzijn van holebi's. In 2002 werd de naam veranderd naar Holebifederatie en sinds 2009 opereert ze onder de naam çavaria, als gevolg van de stapsgewijze verbreding van hun focus naar genderdiversiteit en later ook seksediversiteit. De organisatie speelde een cruciale rol in succesvolle politieke lobbycampagnes, zoals die voor de openstelling van het huwelijk in 2003 en voor de transgenderwet in 2018. Daarnaast lanceerde de organisatie impactvolle initiatieven zoals ZIZO, een magazine voor en door de lgbti+-gemeenschap, Lumi (vroeger: de Holebifoon), een info- en hulplijn voor vragen over gender- en seksuele diversiteit, en KLIQ, een advies- en vormingscentrum rond lgbti+-inclusie.

## Ontstaansgeschiedenis

### Opkomst van het Vlaamse holebi-middenveld (1953-1977)
In wat doorgaans beschouwd wordt als het startpunt van het Belgische lgbti+-middenveld, stichtte Suzan Daniel in 1953 de allereerste Belgische vereniging voor homoseksuelen in Brussel, Centre Culturel Belge - Cultuurcentrum België. In de daaropvolgende 20 jaar werden de fundamenten voor de Vlaamse holebibeweging verder gelegd, al was ze vooral nog een Antwerpse en Brusselse aangelegenheid die gericht was op ontmoeting en ontspanning voor homo mannen.
In 1968 richtte Paul Rademakers met anderen het Gesprekscentrum (later: Gespreks- en Onthaalcentrum, GOC) op in Antwerpen. Tijdens praatgroepen werd er gewerkt aan de zelfacceptatie van homo's en later organiseerden ze ook voorlichtingssessies voor heteroseksuelen. Het centrum trok leden aan uit heel Vlaanderen en inspireerde veel gelijkaardige initiatieven in andere steden.
In het begin van de jaren '70 verspreidde de Gay Liberation-beweging zich door de Westerse wereld. Deze strekking had als leuze 'integratie door confrontatie' en riepen holebi's op om door directe actie schaamte om te ruilen voor fierheid (Eng: pride). Ze verzetten zich tegen de heteronorm en beschouwden 'verschil' als iets positief. Holebi's moesten zowel thuis als op straat uit de kast komen en openlijk zichzelf kunnen zijn. In Vlaanderen werd deze stroming o.a. gevolgd door De Rooie Vlinder (1972-1981), de Leuvense en Gentse Studenten Werkgroep Homofilie (opgericht in 1969). Ze organiseerden spraakmakende teach-ins, voordrachten en pamflet-, dans- en kusacties. Op 18 maart 1978 organiseerde De Rooie Vlinder ook in het Gentse Floraliënpaleis de eerste Homodag, de voorloper van The Belgian Pride.
In Gent werd eind 1974 door Monica Cattoor Sappho opgericht. Dit was de allereerste autonome lesbische organisatie in Vlaanderen. Lesbische vrouwen waren actief in de homobeweging en de feministische beweging, maar ervaarden in beide discriminatie. Zo kregen lesbische vrouwen vaak een ondergeschikte rol toebedeeld in de overwegend 'mannelijke' homobeweging en moesten ze hard vechten om ernstig genomen te worden. Autonome lesbische groepen vormden de uitkomst hiervoor.

### Samenwerkingsverbanden
Naarmate er meer groepen kwamen die contacten met de buitenwereld wilden uitbouwen om aan informatieverspreiding te doen, groeide de nood aan samenwerking. Persoonlijke tegenstellingen en ambities, maar ook onderling wantrouwen en meningsverschillen over de manier waarop moest worden gewerkt, bemoeilijkten die evolutie. In 1972 werd onder leiding van Jacky Boeykens een los samenwerkingsverband opgericht onder de naam Infoma, een samentrekking van 'informatie' en 'maatschappij'. Het doel was de coördinatie van verschillende voorlichtingsacties, inclusief de werking naar de politiek en de media.
In december 1975 werd het omgevormd tot een vzw die zou functioneren als een pluralistisch coördinatieorgaan met als doelstelling "de integratie en ontplooiing van de zich homofiel voelende en/of gedragende mens in de maatschappij". Ondanks de vrees van sommigen dat lokale centra hun autonomie zouden verliezen, traden meteen tien groepen toe: de Antwerpse, Brugse en Mechelse GOC's, de Gentse en de Leuvense Studenten Werkgroep Homofilie, Sappho (Gent), de Aktiegroep Homofiele Jongeren (Antwerpen), de Brusselse, Oostendse en Limburgse Werkgroep Homofilie. De Rooie Vlinder trad niet toe.
Eén van de eerste verwezenlijkingen van Infoma was de gezamenlijke infobrochure Hetzelfde maar anders en het samensmelten van de verschillende nieuwsbrieven van de groepen tot één blad. D.m.v. een permanent secretariaat hoopte men effectiever en sterker te kunnen reageren op artikels in de pers en tezelfdertijd voorlichtingsvergaderingen te coördineren.
Tezelfdertijd was ook een ander, christelijk geïnspireerd samenwerkingsverband ontstaan o.l.v. priester-arbeider Wilfried Lammens: de Federatie van Vlaamse Sjaloomgroepen (FVS). Deze federatie overkoepelde groepen die zich vooral richten op het geven van voorlichting aan priesters, leerkrachten en maatschappelijk werkers, zodat zij homo's met problemen beter zouden kunnen opvangen. Lammens' eigen organisatie, het Diensten- en Informatiecentrum Sjaloom (voorheen: Pastorale Werkgroep Homofilie) vormde hiervoor de inspiratie.

### Fusie: Federatie Werkgroepen Homofilie (1977-1990)
In 1976 werd de FVS erkend als nationale organisatie voor Volksontwikkeling door de minister van Nederlandse Cultuur, Rika De Backer-Van Ocken (CVP). Infoma aasde echter op net datzelfde, maar de subsidiëringspolitiek stelde dat maar één samenwerkingsverband erkend mocht worden. Gedwongen door de omstandigheden, en in teken van pluralisme, werden vervolgens fusiegesprekken aangeknoopt. Op 26 maart 1977 fusioneerden Infoma en de Federatie van Vlaamse Sjaloomgroepen (FVS) en vormden ze de Federatie Werkgroepen Homofilie (FWH), de voorloper van het huidige çavaria. In de praktijk kwam de fusie echter neer op een opslorping. Zo werd de vzw-structuur van Infoma behouden, terwijl die van de FVS ontbonden werd.
Met de kleine subsidie van 800.000 Belgische frank ging de FWH van start in de bovenverdieping van het GOC in de Antwerpse Dambruggestraat. Jacky Boeykens (bezieler van Infoma) en Wilfried Lammens (bezieler van FVS) werden respectievelijk de eerste voorzitter (tot 1982) en ondervoorzitter. Er werden ook twee betaalde medewerkers aangeworden. Volgens één van hen; Ludo Smits, nationaal secretaris, was België hiermee het eerste land dat subsidies gaf om aan homo-emancipatie te doen. Er werd gestart met de uitbouw van nationale werkgroepen en diensten, zoals een studiegroep, een juridische dienst en een jongerenwerking. Er kwamen ook zelfhulpgroepen, o.m. voor gehuwde homoseksuelen, ouders van homoseksuelen en homoseksuele priesters.

## Ontwikkeling en mijlpalen

### De beginjaren: van crisis naar crisis
In de jaren '80 werd homo- en lesbiennebeweging verzwakt door de aidsepidemie. Doordat de pers aids afschilderde als een homoziekte, die het gevolg was van losbandig gedrag, vreesde men stigmatisering en een terugrol van emancipatie. Steeds minder mensen konden en wilden zich engageren. Er was ook weinig animo om het voortouw te nemen in de aidshulpverlening en deze werd grotendeels uit handen gegeven. De Federatie en het ITG richtten samen wel een aparte organisatie op: de Stichting Aids Gezondheidszorg, met Peter Piot als voorzitter. Zij lanceerden onder andere de Aidstelefoon waar men terecht kon met vragen over aids en veilig vrijen. In 2001 zou de Stichting met vier andere organisaties samensmelten tot het huidige Sensoa.
De maatschappelijke verrechtsing, die het gevolg was van de economische crisis, voedde interne conflicten binnen de FWH. De koepel verenigde vanuit een pluralistische opstelling veel tegengestelde figuren: zowel links als rechts, gelovig en vrijzinnig. Om eenduidig naar buiten te kunnen treden, werden standpunten bijgevolg vaak herleid tot weinigzeggende compromissen, tot frustratie van meer activistische groepen. Anderzijds, toen o.a. de jongerenwerking van de Federatie een poging ondernam om een actienetwerk op te richten, werd dit tegengehouden door 'de oude garde' in het bestuur, die meer zag in werken achter de schermen, opvangen van individuele holebi's en maatschappelijke voorlichting. Van buitenaf kreeg de FWH ook veel kritiek van het Roze Aktiefront (opvolger van De Rooie Vlinder) dat o.a. bekend was geworden voor hun spraakmakende acties aan schoolpoorten.
In 1982 stapten het Antwerpse GOC, het Gentse GOC en de Leuvense Roze Drempel (respectievelijk de voormalige Gentse en Leuvense Studentenwerkgroep Homofilie) uit de Federatie. Antwerpen vond de Federatie te links en te actiegerecht, terwijl Gent en Leuven het bestuur te braaf en ouderwets vonden. Toen in 1985 ook conflicten ontstonden tussen de medewerkers, was de puinhoop compleet. Het imago van de Federatie was sterk beschadigd, het secretariaat draaide vierkant en doordat de Vlaamse overheid besliste om de subsidies terug te schroeven, waren er ook geldproblemen. Even leek het alsof de FWH niet langer zou bestaan.

#### Lesbiennes, transpersonen en jongeren verenigen zich
Hoewel de homobeweging een moeilijke periode kende, kenden andere groepen een bloeiperiode. Transgender personen begonnen zich voor het eerst te organiseren en er ontstonden een heel aantal nieuwe jongerengroepen, zoals Flik Flak in Antwerpen en Verkeerd Geparkeerd in Gent. Bijzonder was dat deze jongerengroepen kozen voor een gemengde werking, waarbij homo's en lesbiennes samen activiteiten organiseerden. Dit zorgde voor een trendbreuk in de beweging.
Ook lesbische groepen stegen in aantal. In 1983 organiseerden de Federatie, Chatterbox en Atthis (de oudst nog bestaande lesbische vereniging in Vlaanderen) de eerste Lesbiennedag in Antwerpen. Dit was een reactie op de blijvende discriminatie die lesbiennes ervaarden op de Vrouwendagen. Van 1986 tot 1995 nam het Lesbies Doe-Front de organisatie over en verhuisde het evenement naar Gent, waar het later omgedoopt zou worden tot L-Day.

### Federatie Werkgroepen Homoseksualiteit (1990-2002)

#### Vernieuwing en heropleving

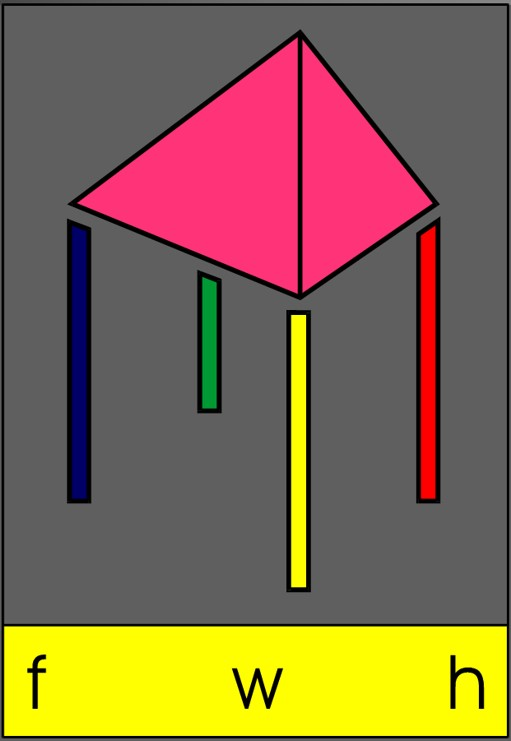
Het nieuwe logo van de Federatie Werkgroepen Homoseksualiteit (1990)

Eind jaren '80 werd het bestuur van de FWH vernieuwd en verjongd. Daarmee begon de heropbouw van de koepel: In 1990 veranderde de organisatie haar naam symbolisch in Federatie Werkgroepen Homoseksualiteit. Het woord homofilie was te gedateerd geworden. In 1991 verhuisde hun hoofdzetel naar de Vlaanderenstraat in Gent en ten slotte werd een nieuwe ploeg met visie en inhoud aangeworven.
Bijzonder bevorderlijk voor het vernieuwde imago van de FWH was hun samenwerking met het Roze Aktiefront om de Roze Zaterdagen, die sinds 1981 niet meer georganiseerd werden, te reanimeren. Op 5 mei 1990 ging voor het eerst weer een Roze Zaterdag door in Antwerpen. De dag bestond uit een misviering in de Kapucijnen-kapel aan de Ossenmarkt, een optocht, animatie op de Groenplaats en drie fuiven. Het evenement werd een permanente waarde in België, verplaatste in 1996 naar Brussel en heet intussen The Belgian Pride.
In 1991 brak het Vlaams Blok door in de federale parlementsverkiezingen. De pers sprak van een Zwarte Zondag. De conservatieve standpunten van de partij over het gezin en voortdurende aanvallen op holebi- en transgendervriendelijke initiatieven voedde het besef dat een breed en verenigd 'holebifront' nodig was.

#### Groei en diversificatie
Het aantal nieuwe lidverenigingen bleef stijgen en ook op thematisch vlak kwam er een grote diversifiëring. Er werden groepen voor ouderen opgericht, sportverenigingen en ook lesbische groepen vonden vaker hun weg naar de Federatie. Zelfs het Roze Aktiefront, dat voorheen vooral kritiek leverde op de FWH, trad in 1992 toe. Hierdoor evolueerde de Federatie van een klein secretariaat naar een grotere organisatie met diverse diensten, die zich liet zich kenmerken door eenheid, overleg en samenwerking.
In 1993 werd ZiZo-magazine gelanceerd als fusie van de Homo- & Lesbiennekrant (FWH) en de Janet (Roze Aktiefront). Het doel van het blad was samenhorigheid creëren en meer zichtbaarheid geven aan holebi's in de media. ZiZo zou regelmatig in opspraak komen, o.m. door het Get Ready!-proces (1997) en de coming-out van Elio Di Rupo (2001).
In 1995 werd de Holebifoon, het latere Lumi, opgericht; een telefoondienst waar iedereen met vragen over homoseksualiteit bij terechtkon.

#### Erkenning als officiële vertegenwoordiger van het holebi-middenveld
In 1995 werd Anne Van Asbroeck (SP) de allereerste minister van Gelijke Kansen. Haar aanpak was vernieuwend. Van bij aanvang had ze holebi's opgenomen als een doelgroep in haar beleid en ze zocht naar een representatief orgaan dat haar daarbij kon adviseren. De poging was achtenswaardig, maar de holebibeweging bleek nog te verdeeld op dat moment. Met het aantreden van Mieke Vogels (Agalev) lukte het wel. De FWH werd de officiële vertegenwoordiger van het holebi-middenveld.
Niet iedereen was hier blij mee. Het Antwerpse GOC, dat zich intussen had omgevormd tot Liga van Gespreks- en Onthaalcentra voor Homo's, profileerde zich als de alternatieve koepel. Zij waren van mening dat de FWH "slechts een kleine, zeer luidruchtige minderheid met vaak extreem-linkse sympathieën vertegenwoordigde", i.t.t. de "verstandige en genuanceerde progressieven" waarvoor zij het opnamen. In realiteit stelde de Liga slechts een kleine groep verenigingen voor, waarvan de meerderheid inactief of geweigerd was door de Federatie. In 2006 werd de Liga definitief ontbonden.

#### Klemtoon op gelijke rechten
De jonge generatie zou in de jaren '90 opnieuw voor een trendbreuk zorgen. Jonge holebi's beklemtoonden niet langer het problematische, maar het normale van holebiseksualiteit. Ze vonden dat hun holebi-identiteit niet allesoverheersend was en ze wilden zich niet langer onderscheiden van andere groepen. De tijd van grote contestatie was voorbij. Dat had tot gevolg dat de beweging, onder impuls van de jongeren, steeds meer ging aansturen op gelijke rechten.
De FWH ging voluit voor een aantal politieke eisen. Bovenaan het lijstje stond de antidiscriminatiewet, onmiddellijk gevolgd door een partnerregeling. Hiervoor was in de eerste plaats politiek lobbywerk nodig, wat gebeurde door de Cel Politiek, en moest o.a. een woordvoerder er voor zorgen dat de pers bespeeld werd.
De Federatie voerde heel wat acties en protesteerde regelmatig tegen de christendemocraten.
- 1995: De FWH startte met een Meldpunt Discriminatie om aan te tonen dat er nood was aan een antidiscriminatiewet. Elk jaar kwamen er tientallen meldingen binnen.
- 1995: Als mediastunt trok de Federatie met een twintigtal holebikoppels naar het Gentse administratief centrum om te vragen of ze konden huwen.
- 1996: De Cel Politiek drong binnen bij een groot CVP-congres en nam op het podium de microfoon om gelijke rechten te eisen. Het haalde alle pers.

Niet zonder resultaat. Verschillende partijen begonnen zich tijdens de verkiezingscampagne in 1999 te profileren op het holebi-thema en de nieuwe paars-groene coalitie, o.l.v. Guy Verhofstadt (VLD), nam het eisenmemorandum van de FWH's Cel Politiek integraal op in het federale regeerakkoord. Zoiets was nog nooit eerder gebeurd. Al in 2000 trad de wet op wettelijke samenwoning in werking.

#### Regionalisering via regenbooghuizen
Naarmate de beweging groeide, werd de afstand tussen de koepel en lokale verenigingen groter. Bovendien groeide de vraag naar aangepaste vergader- en ontmoetingsplaatsen. Daarom ging men van start met regenbooghuizen. Hier konden lokale verenigingen een onderkomen vinden, kon een café ingericht worden en kon een betere informatiedoorstroming van en naar die verenigingen gerealiseerd worden. In 2000 opende eerst Casa Rosa in de Gentse Kammerstraat de deuren. De Federatie verhuisde dat jaar naar hetzelfde gebouw waar het tot op vandaag haar hoofdzetel heeft. Later dat jaar openden achtereenvolgens Het Roze Huis in Antwerpen en Het Nieuwe Huis in Hasselt. In 2001 opende ook Het Regenbooghuis in Brussel. Pas in 2009, na de opening van de regenbooghuizen in Oostende en Leuven, was er in elke provincie een regenbooghuis.

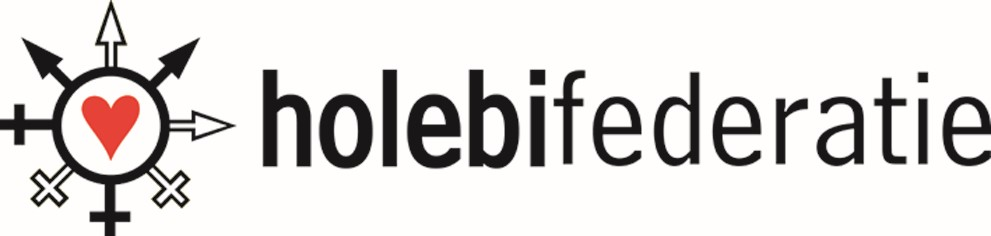
Het logo van de Holebifederatie, 2002

### Holebifederatie (2002-2009)
In 2002 veranderde de FWH haar naam naar Holebifederatie. Het woord holebi, dat de Federatie rond 1992 introduceerde, was intussen volledig ingeburgerd en dekte beter de lading.

#### Politieke successen
De jaren '00 werden gekenmerkt door de wettelijke verankering van belangrijke eisen van de holebibeweging. Zowel de paars-groene regering als de daaropvolgende paarse regering profileerden zich op ethische dossiers en ook de Cel Politiek van de Federatie was uitgegroeid tot een efficiënte kennis- en lobbymachine. Als gevolg zag België de realisatie van de antidiscriminatiewet (2003), de openstelling van het huwelijk (2003), van adoptie (2006), de eerste transgenderwet (2007) en kregen lesbische en single vrouwen toegang tot medisch begeleide voortplanting (2007).
Het holebi-verenigingsleven bloeide meer dan ooit. In 2005 rapporteerde de Federatie meer dan 80 lidverenigingen. Overal ontstonden nieuwe initiatieven die subgroepen binnen de beweging zichtbaar maakten, zoals holebi's met een kinderwens ('t Kwadraat), holebi's met een beperking (De Roze Ballon, Roze Bink, Roze Joker en De Roze Wapper) en holebi's met een migratieachtergrond (KelmaBel, Merhaba). Ook sommige bedrijven gingen van start met een aparte holebigroep.

#### Intrede van het transgenderthema
Ook transgender personen groepeerden zich steeds vaker. In 2005 wilde Planet Gender zich aansluiten bij de Holebifederatie. Het was een documentair project dat verhalen van transpersonen verzamelde om tentoonstellingen te organiseren. Om dit mogelijk te maken, werd op de algemene vergadering van september 2005 beslist dat de Holebifederatie transgender personen expliciet opnam als doelgroep in de statuten. Er was weinig bezwaar tegen, al waren transgendergroepen zelf verrast. Ze waren niet betrokken bij de beslissing en sommigen vonden dat de federatie niet klaar was om het thema op te nemen wegens gebrek aan expertise.

### çavaria (2009 tot heden)
Op 15 juni 2009 werd de Holebifederatie herdoopt tot 'çavaria' (met kleine letter, bestaande uit de begrippen 'ça va' en 'varia'). Deze nieuwe naam, die ook een nieuwe missie aanduidt, werd onthuld op het toekomstcongres 'Pink Power' in Antwerpen en leidde tot felle polemiek binnen de vereniging.

#### Verschuiving van seksuele oriëntatie naar gender
De nieuwe missie kreeg een nadruk op welzijn en een brede kijk op seksuele oriëntatie, genderidentiteit en genderexpressie. De toevoeging van het genderthema kwam er omdat het inzicht gerijpt was dat holebi's het niet enkel moeilijk hebben vanwege hun seksuele oriëntatie, maar ook omdat ze, net als transgender personen, de maatschappelijke gendernormen niet volgen. De organisatie zou "zij aan zij strijden met transgenders en iedereen die de gendernormen wil of moet contesteren. Gender [zou] horizontaal doorheen [çavaria's] beleid en acties lopen."
Joz Motmans noemde het een historisch moment: "Voor het eerst in de geschiedenis van België staan transgenders expliciet vermeld in de baseline van het logo van een gelijkerechtenbeweging. [...] Holebi's en transgenders hebben in het verleden al succesvol samen gestreden en hoewel de holebibeweging en de transgenderbeweging zich om goede redenen los van elkaar ontwikkelden, zien we de laatste jaren een hernieuwde toenadering tussen beide groepen. Samen strijden was niet enkel in het verleden zinvol, ook vandaag en morgen is dat zo."
Hierdoor werd het transgenderthema een beleidsthema voor diverse politieke overheden en instanties. Zo voegde Pascal Smet (SP.A), die zelf openlijk homo was, transgender personen expliciet toe als doelgroep van het Vlaamse gelijkekansenbeleid, en subsidieerde hij de oprichting van het Transgender Infopunt.

#### Klemtoon op maatschappelijke verandering en inclusie
Hoewel belangrijke juridische eisen verwezenlijkt waren, bleek het nog steeds niet vanzelfsprekend voor LGBT personen om in het dagelijks leven, op school, op het werk, tijdens vrijetijdsbeoefening of in een levensbeschouwelijke context, zichzelf te zijn. Dat bleek o.m. uit de toename van in de media gebrachte geweldplegingen tegen LGBT-personen. Daarom verschoof de hoofdfocus van de koepel naar maatschappelijke verandering.
Het belang van deze keuze werd nogmaals duidelijk in 2012, twee jaar na het aantreden van Elio Di Rupo (PS) als 's werelds eerste mannelijke, homoseksuele premier, toen België geschokt werd door de moord op Ihsane Jarfi. De regering nodigde çavaria, samen met de Waalse en Brusselse koepels, uit voor overleg. Op basis hiervan werden twee interfederale actieplannen uitgewerkt: één tegen homo-en transfoob geweld en één tegen discriminatie. Liberale minister van Justitie, Annemie Turtelboom, zorgde voor zwaardere straffen bij haatmisdrijven, en er werden maatregelen uitgewerkt om aangiftebereidheid te vergroten en de vervolging van haatmisdrijven aan te scherpen.
Nadat in 2014 de wet op automatisch meemoederschap voor gehuwde lesbische koppels werd doorgevoerd, legden de vrijwilligers van de Cel Politiek definitief het werk neer. Het mobiliserende effect van de strijd voor gelijke rechten was merkbaar afgenomen, waardoor lobbywerk de taak werd van çavaria's beleidsmedewerkers.
De oprichting van KLIQ vzw in 2014, het advies- en vormingscentrum van çavaria, was een belangrijke stap in het streven naar een inclusievere maatschappij. Er werden verschillende impactvolle acties opgezet:
- 2016: de oprichting van de allereerste GSA's in het Vlaamse onderwijs o.l.v. Lozano Decan
- 2016: Safe Havens, een project om de opvang van LGBT-asielzoekers te verbeteren
- 2017: Tachtig Tinten, een project om gender- en seksuele diversiteit bespreekbaar te maken binnen woonzorgcentra
- 2018: KliQ Works, conferenties om lgbti+-inclusie op de werkvloer te stimuleren

In oktober 2019 verscheen de eerste editie van het driemaandelijks, gratis çavaria-magazine, waarmee leden, donateurs en sympathisanten op de hoogte gehouden worden van het reilen en zeilen van de organisatie.

#### Intersekse
Na de aansluiting in 2019 van Intersekse Vlaanderen nam çavaria het intersekse-thema mee op als belangenorganisatie. Dit resulteerde in een nieuwe missie in 2020, waarin intersekse personen expliciet zijn opgenomen als doelgroep.

## Organisatiestructuur
Çavaria is een vzw met een algemene vergadering (AV) en een bestuursorgaan. De AV stippelt het algemene beleid uit en is het hoogste beslissingsorgaan. De algemene vergadering is de jaarlijkse bijeenkomst van alle leden-deelgenoten. Dat zijn de vertegenwoordigers van de lidverenigingen en vrijwilligerswerkgroepen. De AV verkiest jaarlijks het bestuursorgaan.
Het bestuur van çavaria is sinds 2018 samengesteld uit twee categorieën van bestuurders:
1. bestuurders vanuit de regionale afdelingen, die voorgedragen worden door de regenbooghuizen
2. bestuurders met thematische expertise, die zichzelf kandidaat stellen

Het bestuursorgaan zet de lijnen uit waarbinnen het personeel werkt. Anno 2024 bestaat het personeel uit een 30-tal krachten.
Çavaria is op zijn beurt lid van ILGA World (International Lesbian, Gay, Bisexual, Trans and Intersex Association), alsmede van de Europese afdeling ILGA Europe en namens de jongerentak van de lgbti+-jongerenkoepel.

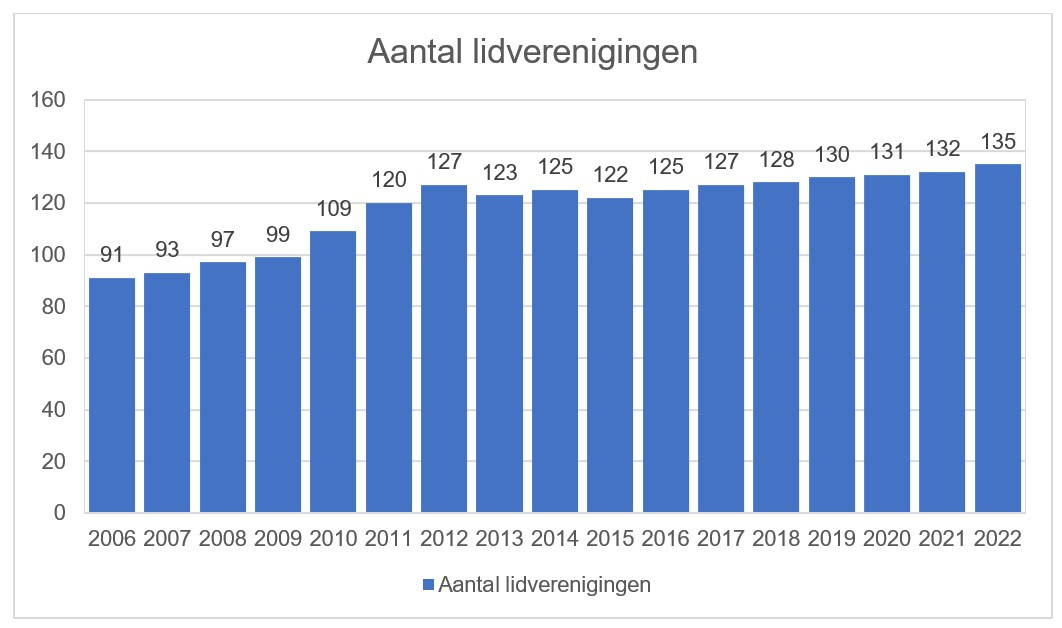
Evolutie lidverenigingen çavaria 2006-2022

Çavaria overkoepelt ongeveer 135 verenigingen in Vlaanderen en Brussel. Deze verenigingen tellen zo'n 1500 vrijwilligers en zo'n 8500 deelnemers. Daarnaast bereikt çavaria nog veel meer mensen via jaarlijkse evenementen, zoals de Sparkle-prijsuitreiking en The Belgian Pride. Met jaarlijkse trefdagen richt de organisatie zich op deeldoelgroepen en hun omgeving, zoals T-Day voor trans- en non-binaire personen, B Curious voor bi+ personen en L-Week voor vrouwen, non-binaire en queer personen.

## Lumi

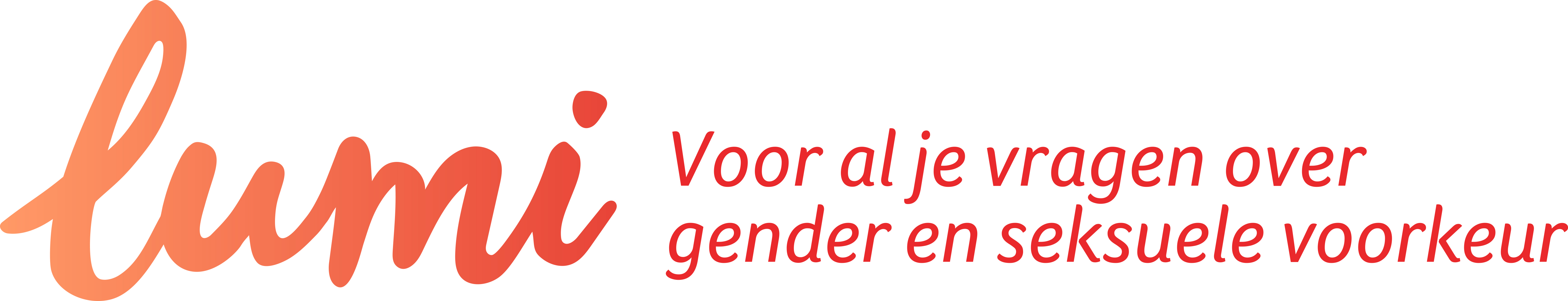
Logo Lumi, 2024

Lumi werd in 1995 opgericht als telefoondienst onder de naam Holebifoon. Het initiatief komt er om een antwoord te bieden op de vraag naar informatie en opvang voor holebi’s en hun omgeving. De eerste statuten werden neergelegd op 4 april 1996. Van bij aanvang is Lumi een vrijwilligerswerking, ondersteund door stafleden.
Gaandeweg werd de dienstverlening uitgebreid met mail, en in 2007 met een chatlijn. De telefoondienst startte met een vaste lijn, en werd later een gratis 0800-nummer. In 2017 lanceerde Lumi een laagdrempelige, informatieve website.
Op 20 oktober 2018 veranderde Holebifoon van naam en werd Lumi. Ook de baseline werd aangepast. Holebifoon was er 'voor iedereen met vragen over holebiseksualiteit'. Lumi is er 'voor al je vragen over gender en seksuele voorkeur'. Met deze wijziging werd duidelijk gemaakt wat in de praktijk al lang het geval was: Lumi gaat over meer dan holebiseksualiteit en biedt naast 'foon' ook chat, mail en een uitgebreide website aan.
Op 10 september 2019, op Werelddag Suïcidepreventie lanceerde Lumi samen het Transgender Infopunt en het VLESP - Vlaams Expertisecentrum Suïcidepreventie nieuwe websites over psychisch welzijn bij holebi's en transpersonen. Op de Lumi-wesite verscheen er naast de thematische informatie, ook op maat gemaakte informatie voor drie verschillende doelgroepen: LGBT+ personen, hun ouders en professionals.
Doorheen de tijd namen verschillende bekende Vlamingen een rol op als ambassadeur van Lumi, waaronder Lieven Debrauwer, Roos Van Acker, Karolien Debecker en Fleur Pierets.

## KLIQ

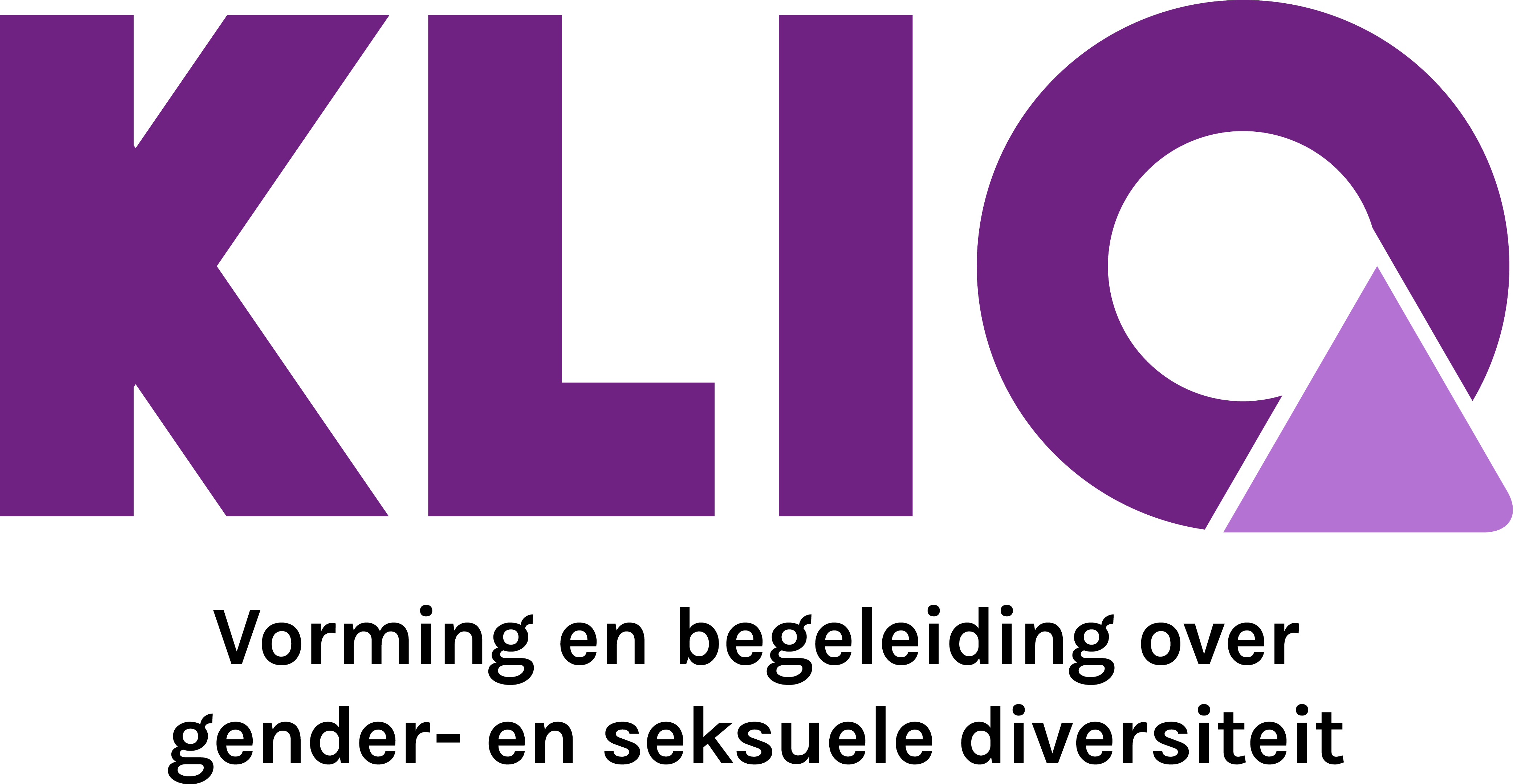
Logo KLIQ, 2024

Sinds 2002 wordt çavaria op projectmatige basis gesubsidieerd door het Vlaams Ministerie van Onderwijs. Oorspronkelijk werden vooral vormingen gegeven aan leerlingen en leerkrachten. Hiernaast werden in samenwerking met Wel Jong Niet Hetero educatief materiaal ontwikkeld en infovragen beantwoord. Zo kwam de kleuterboekenreeks 'Lou' van Kathleen Amant tot stand in samenwerking met BOS+ en Clavis. Gaandeweg focuste de werking zich meer en meer op het onderwijssysteem: de rol van schooldirecties, leerkrachten, de lerarenopleiding, de CLB’s en pedagogische begeleidingsdiensten, uitgeverijen, etc.
Sporadisch werd ook ingegaan op vragen van andere sectoren die door sensibiliserende campagnes warm gemaakt waren om rond lgbti+-inclusie te werken. Omdat de vraag van andere maatschappelijke sectoren çavaria's capaciteit echter oversteeg, werd 2014 KLIQ opgericht als aparte vzw met de ambitie om een aanbod uit te bouwen voor verschillende sectoren en om hier financiële middelen voor te vinden. Naast de onderwijssector, biedt KLIQ advies en vormingen aan professionals binnen diverse sectoren, zoals hulpverlening, werkvloer, politie, lokale besturen, etc.
In 2016 stichtte KLIQ, in samenwerking met Accenture en BNP Paribas Fortis, Open@Work met als doel een netwerk te creëren van lgbti+-personeelsnetwerken en bedrijven die een actief beleid voeren rond lgbti+-inclusie op de werkvloer. In 2019 werd het omgevormd tot een vzw en sindsdien gaat het netwerk, met intussen 41 leden, zelfstandig verder.
Dankzij projectsteun van het Europees Sociaal Fonds, kon KLIQ vanaf 2017 hun werking rond de inclusie en toeleiding van holebi en transgender personen naar de werkvloer verder uitbreiden. Er werd o.a. een inclusiescan voor werkgevers ontwikkeld, op basis waarvan prijzen uitgereikt werden, tijdens jaarlijkse KliQ Works Conferenties, aan de meest inclusieve werkgevers en initiatieven, waaronder Procter & Gamble (2018, 2019), NMBS met Trainbow Belgium (2018), Legal Diversity & Inclusion Alliance (2019), Ben & Jerry's (2020) en Dift (2020).
In 2021 ontving KLIQ door het Vlaams Ministerie van Cultuur, onder Jan Jambon (N-VA), erkenning als organisatie binnen het sociaal-cultureel volwassenenwerk. Hierdoor verschoof de focus van de organisatie van werken met professionals naar werken met vrijwilligers.

## Prijzen
Van 1985 tot 2012 reikte de koepelorganisatie jaarlijks de Homofolieprijs en de Homofobieprijs uit. De Homofolieprijs is een beloning of erkenning voor wie zich verdienstelijk heeft gemaakt in de strijd voor emancipatie van holebi en transgender personen. De tegenhanger is de Homofobieprijs, voor wie zich onderscheidt door onverdraagzaamheid tegenover holebi en transgender personen.
Op de Algemene Vergadering in maart 2005 werd voor het eerst De Prijs van het Hart uitgereikt. Deze prijs ging naar het meest hartverwarmende initiatief van een lidvereniging in het voorbije jaar (2004). Aanwezigen op de AV konden stemmen uit een lijst met genomineerde initiatieven.
In 2013 werden de homofobie- en homofolieprijs afgeschaft. Om haatdragende boodschappen niet nog meer te versterken, werd besloten om enkel nog positieve prijzen uit te reiken. Er kwamen drie categorieën: De Media Award voor wie het voorafgaande jaar lgbti+-personen positief in beeld bracht, de Campaign Award voor een opmerkelijke lgbti+-gerelateerde campagne en de Lifetime Achievement Award voor iemand die een groot deel van hun leven toegewijd hebben aan de rechten en het welzijn van lgbti+-personen.
In 2021 veranderde çavaria het concept een derde keer. De Prijs van het Hart werd de Community Award en de uitreiking ervan verplaatste van de AV in maart naar Sparkle in januari, waarop ook de andere prijzen traditiegetrouw uitgereikt werden. Daarnaast werden de Campaign Award en Media Award samengenomen in de Diversity Award. Hierdoor werd de reikwijdte van de prijs verbreed en konden alle lgbti+-inclusieve initiatieven in aanmerking komen. De Lifetime Achievement Award werd behouden.
| Jaar | Categorie                  | Winnaar(s)                                                                                              | Reden |
| ---- | -------------------------- | --- | --- |
| 2023 | Diversity Award            | Stad Gent                                                                                               | LGBTQIA+ personeelsbeleid |
| 2023 | Community Award            | Regenbooghuis Limburg                                                                                   | Kerstavond voor mensen in eenzaamheid. |
| 2023 | Lifetime Achievement Award | Fonds Suzan Daniel                                                                                      | Blijvende inzet voor de archivering en documentatie van de Belgische lgbti+-geschiedenis. |
| 2022 | Diversity Award            | Transgender Infopunt                                                                                    | Toegankelijke zorgbrochure voor transpersonen in zes extra talen |
| 2022 | Community Award            | RainbowAmbassadors                                                                                      | Manifest met eisen voor lgbti+-senioren in hulpverlening. |
| 2022 | Lifetime Achievement Award | Nancy en Hassan Jarfi                                                                                   | Ouders van Ihsane Jarfi, streden sinds zijn dood tegen discriminatie en haat vanuit hun Stichting Ihsane Jarfi. |
| 2021 | Diversity Award            | De volksjury, podcast                                                                                   | Podcastaflevering over de zaak van Ihsane Jarfi, de eerste officiële dode als gevolg van homohaat in België. |
| 2021 | Community Award            | Het Roze Huis, Casa Rosa, UniQue, Regenbooghuis Limburg                                                 | Posteractie 'Zonder lgbti+ haat straat' als reactie op anti-lgbti+-stickers in Antwerpen. |
| 2021 | Lifetime Achievement Award | Iedereen die steunde in de strijd van 40 jaar hiv/aids                                                  | Uitgereikt aan: Helen Byarugaba (oprichter hiv/aids-zelfhulpgroep voor mensen met een migratie-achtergrond), Peter Piot (onderzoeker), Darryl Woods (kunstenaar die zichtbaarheid creërde), Marina Cloetens (verpleegkundige op een van de eerste hiv-afdelingen in België), Chris Lambrecht (oprichter van Sensoa en Aids Team (1987) |
| 2020 | Campaign Award             | Solidarity Action Brussels                                                                              | Betoging aan Poolse ambassade tegen 'lgbti+-vrije zones'. |
| 2020 | Media Award                | Boekhandel Kartonnen Dozen                                                                              | 25-jarig bestaan van de enige lgbti+-boekhandel in België. |
| 2020 | Lifetime Achievement Award | Paul Rademakers                                                                                         | Oprichter Antwerps Gesprekscentrum voor homo's (1968) en invloedrijk activist in jaren '60 en '70. Het was zijn 100e verjaardag. |
| 2019 | Campaign Award             | POC* Pride door Behuman vzw en Zomerfabriek                                                             | Verbinend, intersectioneel evenement voor LGBTQ+ mensen van kleur. Getrokken door Jaouad Alloul en Nyira Hens. |
| 2019 | Media Award                | 'Het Transgender Boek' van Guy T'Sjoen, Joz Motmans en Ilse Degryse                                     | Boek met toegankelijke, deskundige, diverse en normdoorbrekende informatie voor transpersonen. |
| 2019 | Lifetime Achievement Award | Fleur Pierets en Julian Boom                                                                            | Activistisch kunstproject waarmee ze wilden trouwen in alle 22 landen die het huwelijk openstelden voor koppels van hetzelfde geslacht. Na het vierde huwelijk stierf Julian aan kanker. |
| 2019 | Prijs van het Hart         | Regenbooghuis Limburg                                                                                   | IDAHOT-challenge waarbij leerlingen op 24 Limburgse middelbare scholen panelen maakten in teken van respect, verdraagzaamheid en diversiteit, nadat de school hierover les had gegeven. Samen vormden de panelen een kunstmuur in C-Mine, Genk.                                                                                        |
| 2019 | Prijs van het Hart         | RainbowAmbassadors                                                                                      | Fietstocht langs 10 Antwerpse woonzorgcentra waarbij toelichting gegeven werd over de onzichtbaarheid van LGBT+ senioren. |
| 2018 | Campaign Award             | 11.11.11                                                                                                | Campagne '#Allemaal Mensen' voor een menselijk migratiebeleid. |
| 2018 | Media Award                | VTM Nieuws                                                                                              | Goede omgang met coming-out van journaliste Bo Van Spilbeeck |
| 2018 | Lifetime Achievement Award | Ulrike Lunacek, Oostenrijkse politica                                                                   | Eerste openlijk lesbische parlementslid in haar thuisland. |
| 2018 | Prijs van het Hart         | Regenbooghuis Limburg                                                                                   | Actie op Wereldaidsdag waarbij een 770m lange rode sjaal, gebreid door inwoners van Limburg, in de vorm van een reuze rood lintje op de Hasseltse Grote Markt gelegd werd. |
| 2017 | Campaign Award             | Piet De Bruyn (N-VA), toen Algemeen Rapporteur voor de Rechten van lgbti-Personen in de Raad van Europa | Het eerste omvangrijke rapport dat de rechten van intersekse personen verdedigt. |
| 2017 | Media Award                | Ketnet                                                                                                  | Geïntegreerde en niet-problematiserende aanpak van diversiteit in programma's, zoals in 'De dokter Bea show'. |
| 2017 | Lifetime Achievement Award | Deborah Lambillote                                                                                      | Levenslange betrokkenheid en activisme. Ze speelde bijzondere rol bij de ontwikkeling van de Belgische transgenderwet. Ze overleed in 2016. |
| 2017 | Prijs van het Hart         | Trainbow Belgium                                                                                        | Vlaggenactie ter gelegenheid van IDAHOT en Belgian Pride, waarmee 10 Belgische treinstations uitgerust werden met regenboogvlaggen en Brussel Centraal verlicht werd in regenboogkleuren. |
| 2016 | Lifetime Achievement Award | Alle holebi en transgender personen, activisten en medestanders de voorbije 40 jaar                     | Voor de gelegenheid van çavaria's 40e verjaardag. |
| 2016 | Prijs van het Hart         | Jongerenverenigingen: Verkeerd Geparkeerd, Enig Verschil, &Of, Mixed, Inderdaad                         | Camp Z, een kamp voor en door holebi en transgender jongeren tussen 18 en 30 jaar. |
| 2015 | Campaign Award             | Petra De Sutter, Groen-politica                                                                         | Voor haar werk in de goedkeuring van de transgenderresolutie van de Raad van Europa. |
| 2015 | Media Award                | Productiehuizen achter 'Safety First: The Movie'                                                        | Waarheidsgetrouwe en gelaagde portrettering van een coming-outproces. |
| 2015 | Lifetime Achievement Award | Anke Hintjens                                                                                           | Drijvende kracht achter de openstelling van het huwelijk en de antidiscriminatiewet als woordvoerster en politiek medewerkster bij de Holebifederatie. |
| 2015 | Prijs van het Hart         | Merhaba                                                                                                 | Documentaire "Roots & Wings" dat een portret schetst van vier jonge holebi's met Marokkaanse origine |
| 2014 | Campaign Award             | Johan Bonny, Antwerpse bisschop                                                                         | Open pleidooi naar collega-bisschoppen voor aanvaarding van homoseksualiteit in de Kerk. |
| 2014 | Media Award                | Klasse.be, tijdschrift                                                                                  | Eerstelijnsdossier over het holebi- en transgenderthema. |
| 2014 | Lifetime Achievement Award | Will Ferdy, zanger                                                                                      | Eerste bekende Vlaming die openlijk sprak over zijn seksuele geaardheid. |
| 2014 | Prijs van het Hart         | Regenbooghuis Limburg                                                                                   | Regenboogtour: i.h.k.v. IDAHOT bezocht een regenboogmobiel Limburgse gemeenten om lokale besturen en schepenen aan te moedigen zichtbaarheid te geven aan hun LGBT inwoners. |
| 2013 | Campaign Award             | Amnesty International Vlaanderen                                                                        | Campagne "Schrijf-ze-VASTdag", tegen geweld op holebi's en transgenders. |
| 2013 | Media Award                | "Het perfecte koppel", programma van Eén                                                                | Aflevering waarin deelneemster Barbara haar vriendin Saar ten huwelijk vroeg. |
| 2013 | Lifetime Achievement Award | Patrick Reyntiens                                                                                       | 25 jaar-lange inzet voor seropositieve mensen en lang een van de enigen die er openlijk over getuigde. Hij droeg bij tot het ontstaan van Sensoa, waar hij nadien medewerker was. |
| 2013 | Prijs van het Hart         | De Roze Bink                                                                                            | Startactiviteit Hasseltse vereniging voor en door lgbti+-personen met een beperking en chronische aandoening. |
| 2012 | Campaign Award             | Sint-Martinusschool in Sint-Jans-Molenbeek                                                              | Project 'Ik en de Ander' dat seksuele geaardheid en genderidentiteit bespreekbaar maakt op school. |
| 2012 | Media Award                | Joepie, tijdschrift                                                                                     | Septembernummer, getiteld 'Gay = okay', met bijzondere aandacht voor homoseksualiteit. |
| 2012 | Lifetime Achievement Award | Griet De Cuypere, dokter en psychiater van het genderteam UZ Gent.                                      | Carrière die sinds 1985 toegewijd is aan transgender personen. Oprichtster van Departement Seksuologie en Genderproblematiek (UZ Gent) van waaruit het Genderteam later zou groeien. |
| 2012 | Prijs van het Hart         | Leonardo LGBT+ International                                                                            | Conferentie "First Aid's" over de menselijke kant van hiv en de zoektocht naar genezing, i.s.m. Sensoa, UZLeuven en AndersOm Theater. |
| 2011 | Homofolieprijs             | KV Mechelen, Racing Mechelen, Stad Mechelen en Hattrick vzw                                             | Campagne tegen homofobie in het voetbal: "Homofobie? Geen bal aan!" |
| 2011 | Homofobieprijs             | Alle plegers van homofoob geweld                                                                        | |
| 2011 | Prijs van het Hart         | Het Roze Huis                                                                                           | Fluitconcert tegen homohaat tijdens Closing Party van Antwerp Pride, als reactie op gaybashing in Brussel. |
| 2010 | Homofolieprijs             | Stefano Giuliani                                                                                        | Ontroerende getuigenis over coming-out van zoon in "So You Think You Can Dance" (VTM). |
| 2010 | Homofobieprijs             | André Léonard, aartsbisschop                                                                            | Haatdragende uitspraken over holebi-ouders en hiv-positieve homo's. |
| 2010 | Prijs van het Hart         | Merhaba en WISH, initiatief 'Exil-als-Mamadou'                                                          | Vorming over seksuele oriëntatie en genderexpressie bij nieuwkomers en etnisch-culturele minderheden, o.a. gegeven door LGBTQI* personen op de vlucht, zonder papieren, samen met professionals. |
| 2009 | Homofolieprijs             | Onderzoekers van het Instituut voor Tropische Geneeskunde in Antwerpen                                  | Voor hun "niet-aflatend en baanbrekend werk in de strijd tegen hiv en aids". In ontvangst genomen door professor Marie Laga, coördinator van aidsonderzoek. |
| 2009 | Homofobieprijs             | Ali Abdusalam Treki, Libische voorzitter van de AV van de VN                                            | Publieke toespraak tegen de wereldwijde decriminalisering van homoseksualiteit. |
| 2009 | Prijs van het Hart         | Werkgroep Ouders Holebi's Gent                                                                          | Editie van jaarlijkse wafelenbak met 150 aanwezigen. |
| 2008 | Homofolieprijs             | Vlaamse Sportfederatie                                                                                  | Sensibiliseringscampagne over holebi's in de sport. |
| 2008 | Homofobieprijs             | Het Vaticaan                                                                                            | Oppositievoering tegen een verklaring die oproept om homoseksualiteit wereldwijd uit het strafrecht te halen. |
| 2008 | Prijs van het Hart         | Mixed                                                                                                   | Stand-up 4 Safe Sex Comedy Show |
| 2007 | Homofolieprijs             | Het stadsbestuur van Mexico-stad                                                                        | Legalisering geregistreerd partnerschap voor holebi's. |
| 2007 | Homofobieprijs             | Het stadsbestuur van Vilnius                                                                            | Protest tegen Europese campagne voor gelijke kansen. |
| 2007 | Prijs van het Hart         | Verkeerd Geparkeerd                                                                                     | Gooi naar het wereldrecord Twister op de Kouter als activiteit tijdens feestweek voor VG's 20e verjaardag. |
| 2006 | Homofolieprijs             | Saddie Choua, documentaire-maakster, en haar zus Zahra                                                  | Documentaire Mijn zus, Zahra, waarin de reactie van een Marokkaans gezin op de coming-out van Zahra centraal staat. |
| 2006 | Homofobieprijs             | Gerard Bodifée, wetenschapper                                                                           | Regelmatige homofobe uitspraken |
| 2006 | Prijs van het Hart         | Het Roze Huis, project 'TECZA - een regenboog tussen Antwerpen en Krakau'                               | Sensibilisering omtrent situatie van holebi's in Polen + deelname aan Poolse protestdemonstratie voor gelijke rechten |
| 2005 | Homofolieprijs             | Alle politici die het adoptierecht voor holebi's goedkeurden                                            | In ontvangst genomen door indiener van het wetsvoorstel, Guy Swennen (s.pa). |
| 2005 | Homofobieprijs             | Gezinsbond                                                                                              | Voor hun rol als drijvende kracht achter de negatieve bocht die de Vlaamse christendemocraten maakten in het adoptiedossier. |
| 2005 | Prijs van het Hart         | Driekant                                                                                                | 110 jaar holebi's in de film |
| 2004 | Homofolieprijs             | Fonds Suzan Daniel                                                                                      | Voor hun blijvende inspanning om het holebiverleden in kaart te brengen. |
| 2004 | Homofobieprijs             | Thomas d'Hooghe, professor KUL                                                                          | Artikel tegen lesbisch ouderschap. |
| 2004 | Prijs van het Hart         | Casa Rosa, project "Aids Dichterbij"                                                                    | Gedichtenwedstrijd voor jongeren (12j-18j) over het stigma van een aidsbesmetting. Op Wereldaidsdag werden 10 beste gedichten op grote spandoeken aan publieke gebouwen in 10 Oost-Vlaamse steden gehangen. |
| 2003 | Homofolieprijs             | Frieda Van Wijck, VRT-journaliste                                                                       | Sprak zich in Terzake uit tegen hersteltherapieën voor homo's in de kerk. |
| 2003 | Uitzonderlijke prijs       | Groen!, Spirit, sp.a, CD&V                                                                              | Goedkeuring van de openstelling van het huwelijk en de antidiscriminatiewet. |
| 2003 | Homofobieprijs             | Christine Defraigne, MR-politica                                                                        | Wetsvoorstel dat medisch begeleide voortplanting enkel zou toestaan voor hetero-koppels met vruchtbaarheidsproblemen. |
| 2002 | Homofolieprijs             | Alle organisaties die zich hebben ingezet voor (pleeg)ouderschap voor homo's en lesbiennes              | |
| 2002 | Homofobieprijs             | Paul Wille, secretaris-generaal van het Vlaams secretariaat van het katholiek onderwijs                 | Verklaring dat openlijk homoseksuele leerkrachten niet stroken met het opvoedingsproject op school en dus niet aangeworven zouden worden. |
| 2001 | Homofolieprijs             | Scouts en Gidsen België                                                                                 | Initiatiefnemers van het goedgekeurd non-discriminatievoorstel op de Europese Conferentie van Scouts en Gidsen als reactie op discriminatie t.a.v. homoseksuele jongens bij de Boy Scouts of America. |
| 2001 | Homofobieprijs             | Michel Verschueren, Anderlecht-manager                                                                  | Denigrerende uitspraken over holebiseksualiteit |
| 2001 | Homofobieprijs             | Raad van State                                                                                          | Negatief advies op wetsontwerp legalisering homohuwelijk van federaal minister Onkelinx (PS) |
| 2000 | Homofolieprijs             | Klasse, tijdschrift voor leerkrachten                                                                   | Bijdrage over homoseksualiteit bespreekbaar maken in de klas. |
| 2000 | Homofobieprijs             | Roger Catrysse, Vlaams Blok-politicus                                                                   | Uitspraak tijdens zitting gemeenteraad waarbij homoseksualiteit gelijkgesteld werd aan bestialiteit. |
| 1999 | Homofolieprijs             | Ketnet-programma, W817                                                                                  | Normale en positieve representatie van homoseksualiteit |
| 1999 | Homofobieprijs             | François-Xavier de Donnea (MR), burgemeester Brussel                                                    | Verbod voor de Roze Zaterdagoptocht om door het stadscentrum te trekken. |
| 1998 | Homofolieprijs             | Frank Beke (SP), burgemeester Gent                                                                      | Invoering van een samenwoningsregister, belofte van steun aan het lokale regenbooghuis en belofte van een actief beleid voor homo's en lesbiennes. |
| 1998 | Homofobieprijs             | Jean-Jacques Viseur, CdH-politicus                                                                      | Uitspraak in de Kamer-commissie voor Justitie dat het huwelijk dient op zich voort te planten. |
| 1997 | Homofolieprijs             | Guy Swennen, SP-politicus                                                                               | Inspanningen om successierechten voor samenwoners te verlagen |
| 1997 | Homofobieprijs             | De NMBS                                                                                                 | Verbod op het uitdelen van folders van de holebibeweging op de Trein-tram-busdag. |
| 1996 | Homofolieprijs             | De Katholieke Jeugdraad                                                                                 | Verzet tegen een artikel in Kerk en Leven waarin stond dat homo's in de jeugdbeweging geen symboolfunctie konden hebben. |
| 1996 | Homofobieprijs             | Alex Van Coppenolle, rechter                                                                            | Vonnis waarin Lili Huyberechts ongeschikt verklaard werd om haar kinderen op te voeden wegens haar lesbische oriëntatie. |
| 1995 | Homofolieprijs             | Patsy Sörensen (BSV), Antwerps schepen                                                                  | Inspanningen voor een gemeentelijke samenlevingsregister voor koppels van hetzelfde geslacht. |
| 1995 | Homofobieprijs             | Louis Tobback, SP-voorzitter                                                                            | Negatieve uitspraken over hiv-positieven ("een modeziekte") en de gemeentelijke registratie van samenlevingscontracten ("Ik zal hen verzoeken op te hoepelen"). |
| 1994 | Homofolieprijs             | Minister Leona Detiège (SP)                                                                             | Progressief aidsbeleid |
| 1994 | Homofobieprijs             | Vlaams Blok                                                                                             | Homofobe partij |
| 1993 | Homofolieprijs             | Bert Anciaux, voorzitter Volksunie                                                                      | Inname standpunten voor gelijke behandeling van homo's en lesbiennes + dwong Omer Steeno tot ontslag. |
| 1993 | Homofobieprijs             | Rik De Nolf, directeur Roularta                                                                         | Weigerde alle contactadvertenties waar homoseksualiteit vernoemd werd in De Streekkrant. |
| 1992 | Homofolieprijs             | Mark Uytterhoeven en Wouter Vandenhaute                                                                 | Positieve representatie van een relatie tussen twee mannen in de tv-reeks Huis van Wantrouwen op de BRTN. |
| 1992 | Homofobieprijs             | Professor Omer Steeno, KU Leuven                                                                        | Rangschikking homoseksualiteit bij 'seksuele afwijkingen' in zijn boek Wegwijs gezondheid. |
| 1991 | Homofolieprijs             | Humo, tijdschrift                                                                                       | Interviews waarin de homoseksualiteit van geïnterneerden spontaan aan bod kwam en vanwege de columns van Tom Lanoye |
| 1991 | Homofobieprijs             | De voltallige Vlaamse Regering (Geens-IV)                                                               | Ontoereikende aidspreventie en miskenning van de homo- en lesbiennebeweging |
| 1990 | Homofolieprijs             | Margriet Hermans                                                                                        | Openlijke steun aan de homo- en lesbiennebeweging |
| 1990 | Homofobieprijs             | Kardinaal Danneels                                                                                      | Haatdragende uitspraak over koppels van hetzelfde geslacht |
| 1989 | Homofolieprijs             | Mieke Vogels (Agalev), volksvertegenwoordiger                                                           | Opmerkelijke interpellatie in de Kamer over het Belgische homobeleid. |
| 1989 | Homofobieprijs             | Miet Smet (CVP), secretaris voor Emancipatiezaken                                                       | Weigering om homo's en lesbiennes tot haar bevoegdheid te rekenen. |